# Badminton-Junioreneuropameisterschaft

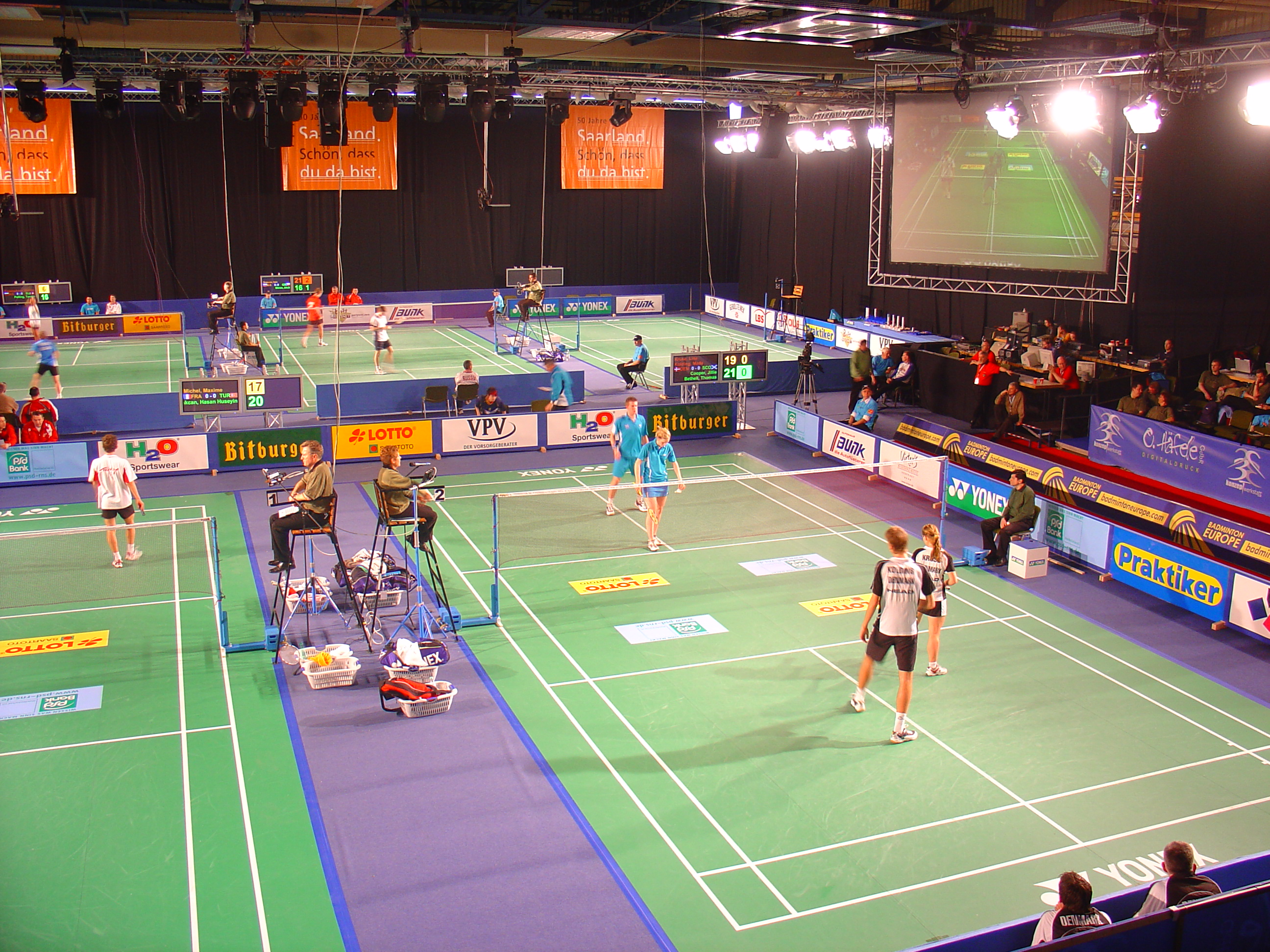
Die Hermann-Neuberger-Halle in Völklingen während der Badminton-Junioren-Europameisterschaften 2007

Badminton-Junioreneuropameisterschaften (englisch: European Junior Badminton Championships) werden seit 1969 ausgetragen. Sie finden im zweijährigen Rhythmus statt. Bei diesen Juniorenmeisterschaften sind Sportler der Altersklasse U19 startberechtigt. Im Jahr zwischen den Junioreneuropameisterschaften wird das Sechs-Nationen-Turnier U19 ausgetragen.

## Austragungsorte
| Jahr | Ort                 | Land             | Datum                             |
| ---- | ------------------- | ---------------- | --------------------------------- |
| 1969 | Voorburg            | Niederlande      | 19. bis 20. April 1969            |
| 1971 | Gottwaldov          | Tschechoslowakei | 16. bis 18. April 1971            |
| 1973 | Edinburgh           | Schottland       | 19. bis 21. April 1973            |
| 1975 | Kopenhagen          | Dänemark         | 19. bis 20. April 1975            |
| 1977 | Ta’ Qali            | Malta            | 9. bis 14. Mai 1977               |
| 1979 | Mülheim an der Ruhr | Deutschland      | 13. bis 15. April 1979            |
| 1981 | Edinburgh           | Schottland       | 13. bis 18. April 1981            |
| 1983 | Helsinki            | Finnland         | 30. März bis 2. April 1983        |
| 1985 | Pressbaum           | Österreich       | 30. März bis 6. April 1985        |
| 1987 | Warschau            | Polen            | 12. bis 19. April 1987            |
| 1989 | Manchester          | England          | 26. März bis 1. April 1989        |
| 1991 | Budapest            | Ungarn           | 31. März bis 6. April 1991        |
| 1993 | Sofia               | Bulgarien        | 11. bis 17. April 1993            |
| 1995 | Nitra               | Slowakei         | 9. bis 15. April 1995             |
| 1997 | Nymburk             | Tschechien       | 30. März bis 5. April 1997        |
| 1999 | Glasgow             | Schottland       | 3. bis 10. April 1999             |
| 2001 | Spała               | Polen            | 10. bis 14. April 2001            |
| 2003 | Esbjerg             | Dänemark         | 12. bis 19. April 2003            |
| 2005 | Den Bosch           | Niederlande      | 19. bis 27. März 2005             |
| 2007 | Völklingen          | Deutschland      | 31. März bis 8. April 2007        |
| 2009 | Mailand             | Italien          | 3. bis 12. April 2009             |
| 2011 | Vantaa              | Finnland         | 15. bis 24. April 2011            |
| 2013 | Ankara              | Türkei           | 22. bis 31. März 2013             |
| 2015 | Lubin               | Polen            | 26. März bis 4. April 2015        |
| 2017 | Mulhouse            | Frankreich       | 7. April bis 16. April 2017       |
| 2018 | Tallinn             | Estland          | 7. bis 16. September 2018         |
| 2020 | Lahti               | Finnland         | 29. Oktober bis 7. November 2020  |
| 2022 | Belgrad             | Serbien          | 18. bis 27. August 2022           |
| 2024 | Blanca Dona         | Spanien          | 26. November bis 5. Dezember 2024 |

## Die Europameister
| Saison | Herreneinzel           | Dameneinzel            | Herrendoppel                              | Damendoppel                             | Mixed                                  |
| ------ | ---------------------- | ---------------------- | ----------------------------------------- | --------------------------------------- | -------------------------------------- |
| 1969   | Flemming Delfs         | Anne Berglund          | Keith Arthur Ray Stevens                  | Joke van Beusekom Marjan Luesken        | Gert Perneklo Karin Lindquist          |
| 1971   | Rob Ridder             | Anne Berglund          | Peter Gardner John Stretch                | Anne Berglund Lene Køppen               | Peter Gardner Barbara Giles            |
| 1973   | Jesper Helledie        | Mette Myhre            | Stefan Karlsson Willy Nilsson             | Anne Forrest Kathleen Whiting           | Jesper Helledie Susanne Johansen       |
| 1975   | Bruno Wackfelt         | Pia Nielsen            | Bruno Wackfelt Göran Sterner              | Liselotte Gøttsche Lilli B. Pedersen    | Tim Stokes Karen Puttick               |
| 1977   | Andy Goode             | Karen Bridge           | Jesper Toftlund Niels Christensen         | Karen Bridge Karen Puttick              | Nigel Tier Karen Puttick               |
| 1979   | Jens Peter Nierhoff    | Kirsten Larsen         | Peter Isaksson Jan-Eric Antonsson         | Sally Leadbeater Gillian Clark          | Jens Peter Nierhoff Charlotte Pilgaard |
| 1981   | Michael Kjeldsen       | Helen Troke            | Michael Kjeldsen Mark Christiansen        | Dorte Kjær Nettie Nielsen               | Dipak Tailor Mary Leeves               |
| 1983   | Claus Thomsen          | Helen Troke            | Chris Rees Lyndon Williams                | Lisa Chapman Jane Shipman               | Anders Nielsen Gitte Paulsen           |
| 1985   | Matthew Smith          | Lisbet Stuer-Lauridsen | Jan Paulsen Lars Pedersen                 | Lisbet Stuer-Lauridsen Lotte Olsen      | Jan Paulsen Marian Christiansen        |
| 1987   | Pontus Jäntti          | Helle Andersen         | Michael Søgaard Jens Maibom               | Catrine Bengtsson Margit Borg           | Jens Maibom Charlotte Madsen           |
| 1989   | Thomas Stuer-Lauridsen | Camilla Martin         | Thomas Stuer-Lauridsen Christian Jakobsen | Marlene Thomsen Trine Johansson         | Christian Jakobsen Marlene Thomsen     |
| 1991   | Jürgen Koch            | Lotte Thomsen          | Martin Lundgaard Hansen Peter Christensen | Trine Pedersen Mette Pedersen           | Peter Christensen Rikke Broen          |
| 1993   | Jim Laugesen           | Mette Sørensen         | Jim Laugesen Janek Roos                   | Mette Sørensen Rikke Olsen              | Thomas Stavngaard Sara Runesten        |
| 1995   | Peter Gade             | Brenda Beenhakker      | Peter Gade Peder Nissen                   | Joanne Wright Donna Kellogg             | Peder Nissen Mette Hansen              |
| 1997   | Dicky Palyama          | Judith Meulendijks     | Kasper Ødum Ove Svejstrup                 | Lene Mørk Jane F. Bramsen               | Ove Svejstrup Britta Andersen          |
| 1999   | Björn Joppien          | Petra Overzier         | Mathias Boe Kasper Kiim Jensen            | Petra Overzier Anne Hönscheid           | Mathias Boe Karina Sørensen            |
| 2001   | Eric Pang              | Juliane Schenk         | Carsten Mogensen Rasmus Andersen          | Kamila Augustyn Nadieżda Kostiuczyk     | Rasmus Andersen Mette Nielsen          |
| 2003   | Marc Zwiebler          | Larisa Griga           | Mikkel Delbo Larsen Martin Bille Larsen   | Nina Vislova Valeria Sorokina           | Marc Zwiebler Birgit Overzier          |
| 2005   | Rajiv Ouseph           | Janet Köhler           | Rasmus Bonde Kasper Henriksen             | Nina Vislova Olga Kozlova               | Rasmus Bonde Christinna Pedersen       |
| 2007   | Mads Conrad-Petersen   | Karina Jørgensen       | Peter Mills Chris Adcock                  | Kristína Ludíková Olga Konon            | Christian Larsen Joan Christiansen     |
| 2009   | Emil Holst             | Anne Hald              | Sylvain Grosjean Sam Magee                | Anastasia Chervyakova Romina Gabdullina | Jacco Arends Selena Piek               |
| 2011   | Viktor Axelsen         | Carolina Marín         | Chris Coles Matthew Nottingham            | Mette Poulsen Ditte Strunge Larsen      | Kim Astrup Line Kjærsfeldt             |
| 2013   | Fabian Roth            | Stefani Stoeva         | Kasper Antonsen Oliver Babic              | Gabriela Stoeva Stefani Stoeva          | David Daugaard Maiken Fruergaard       |
| 2015   | Anders Antonsen        | Mia Blichfeldt         | Alexander Bond Joel Eipe                  | Julie Dawall Jakobsen Ditte Søby Hansen | Max Weißkirchen Eva Janssens           |
| 2017   | Toma Junior Popov      | Julie Dawall Jakobsen  | Thom Gicquel Toma Junior Popov            | Emma Karlsson Johanna Magnusson         | Rodion Alimov Alina Davletova          |
| 2018   | Arnaud Merklé          | Line Christophersen    | Fabien Delrue William Villeger            | Bengisu Erçetin Nazlıcan İnci           | Fabien Delrue Juliette Moinard         |
| 2020   | Christo Popov          | Anastasiia Shapovalova | William Kryger Boe Mads Vestergaard       | Anastasiia Boiarun Alena Iakovleva      | Matthias Kicklitz Thuc Phuong Nguyen   |
| 2022   | Alex Lanier            | Kaloyana Nalbantova    | Jakob Houe Christian Faust Kjær           | Nikol Carulla Lucía Rodríguez           | Lucas Renoir Téa Margueritte           |
| 2024   | Mateusz Golas          | Kaloyana Nalbantova    | Thibault Gardon Tom Lalot Trescarte       | Elsa Jacob Camille Pognante             | Thibault Gardon Kathell Desmots-Chacun |